# 绿凤冠蜂鸟
，是雨燕目蜂鸟科的一种鸟类。
绿凤冠蜂鸟体重约4克，翼长约48.2毫米，嘴峰长约17.2毫米，喙宽度约1.8毫米，喙厚度约1.8毫米，跗蹠长约4.7毫米，尾长约30.4毫米。绿凤冠蜂鸟在其分布区内为留鸟，其栖息在密集的人工改造的环境中，食性为草食性，主要食物来源是植物的花蜜。
绿凤冠蜂鸟分布于巴西东部米纳斯吉拉斯州南部至圣埃斯皮里图州和圣保罗州东北部。该物种是单型物种，没有亚种分化。